# Hemiclepsis khankiana
Hemiclepsis khankiana (лат.) — вид плоских пиявок (Glossiphoniidae).

## Название
Видовой эпитет khankiana указывает на место нахождения вида при описании — бассейн озера Ханка.

## Описание
Общая длина Hemiclepsis khankiana составляет 5—12 мм, ширина 2—3 мм. Тело листообразное, уплощённое в спинно-брюшном направлении, без сосочков. Края тела с мелкими зазубринами. Передняя часть тела отделена от остального тела более узкой перетяжкой, образуя подобие «головки».
Окраска тела светлая, беловатая или желтоватая, с семью продольными бурыми полосками. Задняя присоска и брюшная сторона тела светлые, однотонные.
Тело сегментированное, сегменты I—II и XXVI—XXVII состоят из 1 кольца, сегменты III и XXV состоят из двух колец, сегменты IV—XXIV — из трёх колец. Суммарно количество колец равно 72.
На переднем конце тела имеется две пары глаз, глаза передней пары существенно редуцированы, почти не заметны. Передняя пара находится на границе II и III сегментов, задняя — на III сегменте.
Имеется мускулистый хобот. Желудок с 7 парами карманов (отростков), задние карманы ветвятся, образуя по 4—5 отростков. Кишечник с 4 парами коротких карманов.
Гермафродиты. Имеются семенной и яйцевой мешки. Мужское и женское половые отверстия (гонопоры) разделены 1 кольцом (мужская гонопора расположена между XI и XII сегментами, женская — на XII сегменте). Семенных мешков 6 пар. Размножение ни разу не наблюдалось.

## Образ жизни
Hemiclepsis khankiana обнаружена в реках внутри мантийных полостей двустворчатых моллюсков Nodularia douglasiae (семейство перловицы). Такого рода ассоциации не уникальны для этого вида — они показаны для нескольких других видов рода Hemiclepsis (Hemiclepsis kasmiana, Hemiclepsis myanmariana, возможно Hemiclepsis marginata), а также родов Batracobdelloides и Placobdella.
Эктопаразит. Питается кровью рыб (показано питание на горчаках, Rhodeus).
Доподлинно неизвестно, в каких взаимоотношениях Hemiclepsis khankiana находится с двустворчатым моллюском-хозяином. Авторы описания вида предполагают, что молодые особи могут питаться слизью и соками моллюска, однако процесс питания пока никто не наблюдал.

## Распространение
Ареал охватывает бассейн озера Ханка. Обнаружена в реках Мельгуновка и Спасовка.

## Таксономия
Согласно молекулярным данным, наиболее близкие виды — Hemiclepsis kasmiana и Hemiclepsis myanmariana, также обладающие жизненным циклом, ассоциированным с обитанием в перловицах. Метод молекулярных часов предсказывает обособление этой группы видов в олигоцене — миоцене.